# Continentaal recht
Het continentaal recht, continentaal-Europees recht of de continentale rechtstraditie (Engels: civil law of civil law tradition) is het rechtsstelsel dat zijn oorsprong heeft in het Romeinse recht en dat heden op het Europese vasteland maar ook in Latijns-Amerika en delen van Azië en Afrika gehanteerd wordt. Het belangrijkste kenmerk is het gecodificeerde privaatrecht met als voedingsbodem het ius commune. Praktisch alle codificaties, die in de 19e eeuw in Europa tot stand kwamen, bouwden voort op het Corpus iuris civilis, een verzameling van het naklassieke Romeinse recht. Andere belangrijke invloeden omvatten het canoniek recht, gewoonterecht en natuurrecht. In het Anglo-Amerikaanse common law worden ook wel wetten gemaakt, maar de rechter heeft er veel meer vrijheid en neemt er een belangrijkere plaats in dan in het continentaal systeem.

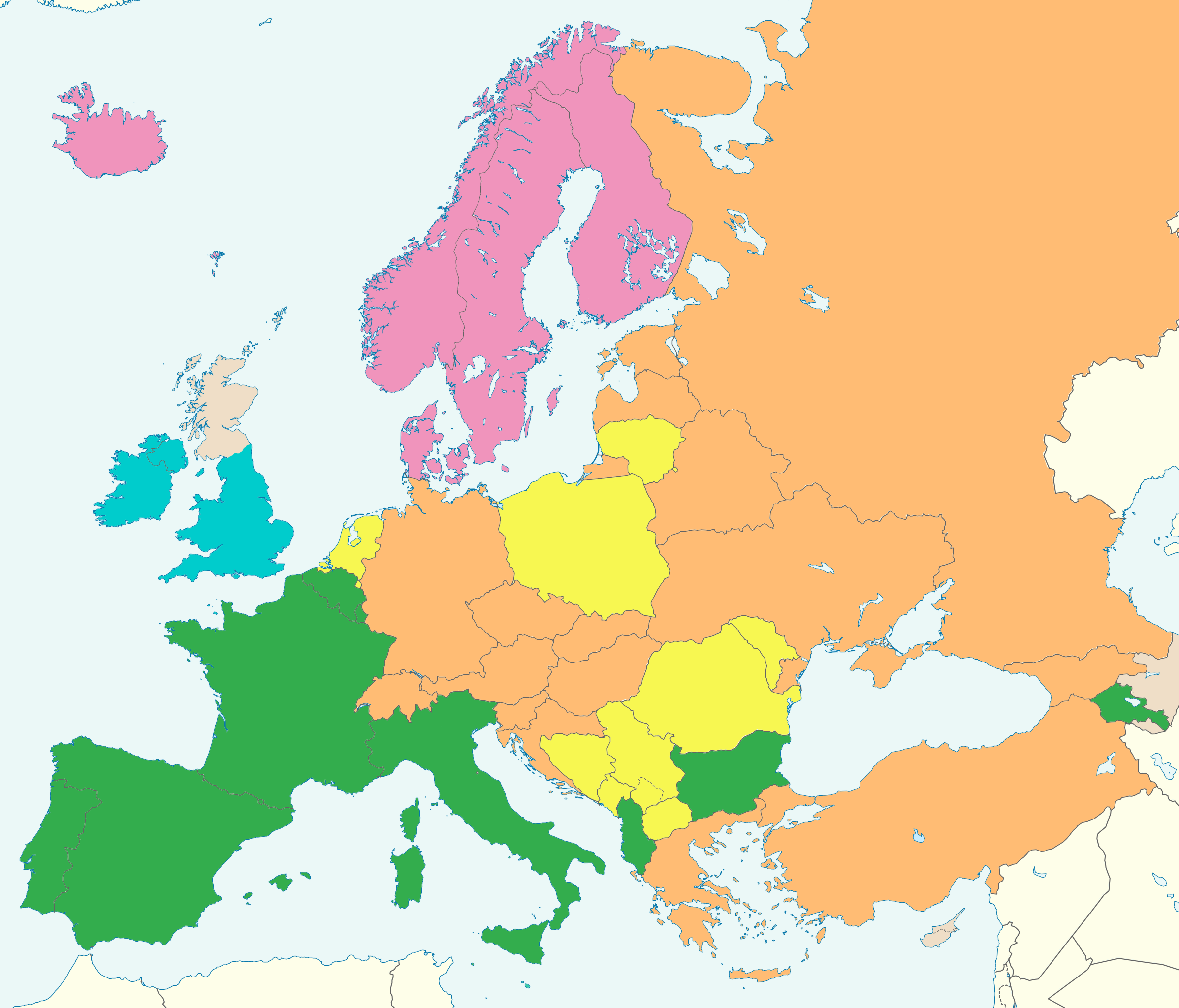
Rechtsstelsels in Europa